# Las Mercedes (ort i Honduras)
Las Mercedes är en ort i Honduras.   Den ligger i departementet Departamento de Comayagua, i den sydvästra delen av landet, 40 km nordväst om huvudstaden Tegucigalpa. Las Mercedes ligger 645 meter över havet och antalet invånare är 1 000.
Terrängen runt Las Mercedes är varierad. Runt Las Mercedes är det ganska tätbefolkat, med 58 invånare per kvadratkilometer. Närmaste större samhälle är La Paz, 12,7 km väster om Las Mercedes. Omgivningarna runt Las Mercedes är en mosaik av jordbruksmark och naturlig växtlighet.